# 開設記念グランプリレース
開設記念グランプリレース（かいせつきねんグランプリレース）は、川口オートレース場で開催されるオートレースのGI競走の1つである。サンケイスポーツが協賛している。
優勝賞金は310万円。

## 勝ち上がり
出典：オートレースオフィシャルサイト「GI開設年記念グランプリレース 勝ち上がり」
| 初日・2日目                                                | 3日目                                                                                              | 4日目                                      | 最終日        |
| ---------------------------------------------------------- | -------------------------------------------------------------------------------------------------- | ------------------------------------------ | ------------- |
| 予選（1R～12R）予選2日間平均競走得点上位64名が準々決勝戦へ | 準々決勝戦（5R～12R）5R～12Rの1着8名が準決勝戦へ 1着8名を除く3日間平均競走得点上位24名が準決勝戦へ | 準決勝戦（9R～12R）1着・2着の8名が優勝戦へ | 優勝戦（12R） |

| -      | 1位 | 2位 | 3位 | 4位 | 5位 | 6位 | 7位 | 8位 |
| ------ | --- | --- | --- | --- | --- | --- | --- | --- |
| 着     | 8   | 6   | 5   | 4   | 3   | 2   | 1   | 0   |
| タイム | 8   | 6   | 5   | 4   | 3   | 2   | 1   | 0   |

- ※競走戒告及び試走戒告の判定を受けた場合、合計得点から1回につき3点を減点する。
- ※競走注意の判定を受けた場合、合計得点から1回につき1点を減点する。

| -      | 1位 | 2位 | 3位 | 4位 | 5位 | 6位 | 7位 | 8位 |
| ------ | --- | --- | --- | --- | --- | --- | --- | --- |
| 着     | 8   | 6   | 5   | 4   | 3   | 2   | 1   | 0   |
| タイム | 8   | 6   | 5   | 4   | 3   | 2   | 1   | 0   |

- ※競走戒告及び試走戒告・注意の減点は行わない

## 過去の優勝者
24周年より記載
| 周年   | 開催日                    | 優勝者       |
| ------ | ------------------------- | ------------ |
| 24周年 | 1976年（昭和51年）3月31日 | 嶋田守孝     |
| 25周年 | 1977年（昭和52年）3月22日 | 廻谷晃一     |
| 26周年 | 1978年（昭和53年）3月28日 | 広瀬登喜夫   |
| 27周年 | 1979年（昭和54年）3月27日 | 森田清一     |
| 28周年 | 1980年（昭和55年）3月5日  | 篠崎実       |
| 29周年 | 1981年（昭和56年）3月24日 | 二田水潤太郎 |
| 30周年 | 1982年（昭和57年）3月30日 | 且元滋紀     |
| 31周年 | 1983年（昭和58年）3月22日 | 阿部光雄     |
| 32周年 | 1984年（昭和59年）3月28日 | 井澤芳雄     |
| 33周年 | 1985年（昭和60年）3月25日 | 福田茂       |
| 34周年 | 1986年（昭和61年）3月26日 | 且元滋紀     |
| 35周年 | 1987年（昭和62年）3月25日 | 福田茂       |
| 36周年 | 1988年（昭和63年）3月3日  | 広瀬登喜夫   |
| 37周年 | 1989年（平成元年）3月2日  | 阿部光雄     |
| 38周年 | 1990年（平成2年）3月22日  | 岩田行雄     |
| 39周年 | 1991年（平成3年）3月21日  | 梅内幹雄     |
| 40周年 | 1992年（平成4年）3月23日  | 島田信廣     |
| 41周年 | 1993年（平成5年）3月11日  | 清水右也     |
| 42周年 | 1994年（平成6年）3月24日  | 牛沢和彦     |
| 43周年 | 1995年（平成7年）3月23日  | 福田茂       |
| 44周年 | 1996年（平成8年）7月21日  | 福田茂       |
| 45周年 | 1997年（平成9年）3月6日   | 高橋貢       |
| 46周年 | 1998年（平成10年）3月12日 | 岡松忠       |
| 47周年 | 1999年（平成11年）3月25日 | 片平巧       |
| 48周年 | 2000年（平成12年）3月9日  | 池田政和     |
| 49周年 | 2001年（平成13年）3月22日 | 島田信廣     |
| 50周年 | 2002年（平成14年）3月25日 | 若井友和     |
| 51周年 | 2003年（平成15年）3月24日 | 木村武之     |
| 52周年 | 2004年（平成16年）2月15日 | 永井大介     |
| 53周年 | 2005年（平成17年）3月9日  | 池田政和     |
| 54周年 | 2006年（平成18年）3月8日  | 浦田信輔     |
| 55周年 | 2007年（平成19年）3月14日 | 平田雅崇     |
| 56周年 | 2008年（平成20年）3月12日 | 大木光       |
| 57周年 | 2009年（平成21年）1月28日 | 森且行       |
| 58周年 | 2010年（平成22年）2月3日  | 池田政和     |
| 59周年 | 2011年（平成23年）3月9日  | 浦田信輔     |
| 60周年 | 2012年（平成24年）3月28日 | 高橋義弘     |
| 61周年 | 2013年（平成25年）2月24日 | 池田政和     |
| 62周年 | 2014年（平成26年）1月29日 | 青山周平     |
| 63周年 | 2015年（平成27年）3月15日 | 若井友和     |
| 64周年 | 2016年（平成28年）3月6日  | 鈴木圭一郎   |
| 65周年 | 2017年（平成29年）3月12日 | 丹村飛竜     |
| 66周年 | 2018年（平成30年）3月11日 | 永井大介     |
| 67周年 | 2019年（平成31年）3月10日 | 高橋義弘     |
| 68周年 | 2019年（令和元年）12月8日 | 若井友和     |
| 69周年 | 2021年（令和3年）3月7日   | 有吉辰也     |
| 70周年 | 2022年（令和4年）2月23日  | 小林瑞季     |
| 71周年 | 2023年（令和5年）2月12日  | 永井大介     |
| 72周年 | 2024年（令和6年）3月10日  | 青山周平     |

## エピソード
- 政府による新型コロナ特別措置法に基づく東京・埼玉・千葉・神奈川の1都3県を対象とした緊急事態宣言の発令を受け、2021年3月3日から3月7日まで開催される69周年記念は無観客開催とし、本場での車券販売を行わないこととした[1]。
- 71周年記念の開催3日目（2023年2月10日）は、準々決勝戦が行われる予定だったが降雪のため中止[2]となり、開催初日・2日目の2日間平均競走得点上位32名が準決勝戦に進出となった[3]。